# Chrysobothris hidalgoensis
Chrysobothris hidalgoensis es una especie de escarabajo del género Chrysobothris, familia Buprestidae. Fue descrita científicamente por Knull en 1951.